# Szermierka na Letniej Uniwersjadzie 2017
Szermierka na Letniej Uniwersjadzie 2017 – zawody w szermierce rozegrane w dniach 20–25 sierpnia na letniej uniwersjady w Tajpej. Udział wzięło 447 zawodników z 54 państw. Rywalizacja toczyła się w Taipei Nangang Exhibition Center.

## Medaliści
Mężczyźni
| Konkurencja          | Złoto             | Srebro            | Brąz               |
| Floret indywidualnie | Dmytro Czuczukało | Kyosuke Matsuyama | Alessandro Paroli  |
| Floret indywidualnie | Dmytro Czuczukało | Kyosuke Matsuyama | Rostysław Hercyk   |
| Szpada indywidualnie | Siergiej Bida     | Zsombor Bányai    | Masaru Yamada      |
| Szpada indywidualnie | Siergiej Bida     | Zsombor Bányai    | Filip Broniszewski |
| Szabla indywidualnie | András Szatmári   | Enver Yıldırım    | Mohammad Rahbari   |
| Szabla indywidualnie | András Szatmári   | Enver Yıldırım    | Mohammad Fotouhi   |
| Floret drużynowo     | Japonia           | Rosja             | Włochy             |
| Szpada drużynowo     | Rosja             | Węgry             | Korea Południowa   |
| Szabla drużynowo     | Korea Południowa  | Iran              | Włochy             |

Kobiety
| Konkurencja          | Złoto                  | Srebro            | Brąz                 |
| Floret indywidualnie | Fanny Kreiss           | Jana Ałborowa     | Adiela Abdrachmanowa |
| Floret indywidualnie | Fanny Kreiss           | Jana Ałborowa     | Beatrice Monaco      |
| Szpada indywidualnie | Aleksandra Zamachowska | Kamila Pytka      | Roberta Marzani      |
| Szpada indywidualnie | Aleksandra Zamachowska | Kamila Pytka      | Ksenija Pantelejewa  |
| Szabla indywidualnie | Anna Márton            | Hwang Seon-a      | Chiara Mormile       |
| Szabla indywidualnie | Anna Márton            | Hwang Seon-a      | Misaki Emura         |
| Floret drużynowo     | Włochy                 | Rosja             | Polska               |
| Szpada drużynowo     | Ukraina                | Stany Zjednoczone | Polska               |
| Szabla drużynowo     | Japonia                | Węgry             | Francja              |

## Klasyfikacja medalowa
| Miejsce | Reprezentacja     | Złoto | Srebro | Brąz | Razem |
| ------- | ----------------- | ----- | ------ | ---- | ----- |
| 1.      | Węgry             | 3     | 3      | 0    | 6     |
| 2.      | Rosja             | 2     | 3      | 1    | 6     |
| 3.      | Japonia           | 2     | 1      | 2    | 5     |
| 4.      | Ukraina           | 2     | 0      | 2    | 4     |
| 5.      | Polska            | 1     | 1      | 3    | 5     |
| 6.      | Korea Południowa  | 1     | 1      | 1    | 3     |
| 7.      | Włochy            | 1     | 0      | 6    | 7     |
| 8.      | Iran              | 0     | 1      | 2    | 3     |
| 9.      | Stany Zjednoczone | 0     | 1      | 0    | 1     |
| 9.      | Turcja            | 0     | 1      | 0    | 1     |
| 11.     | Francja           | 0     | 0      | 1    | 1     |